# Center for Bits and Atoms
El Centro para Bits y Átomos (CBA) fue establecido en 2001 en el MIT Laboratorio de Medios de comunicación del Instituto de Massachusetts de Tecnología.  Es actualmente dirigido por Neil Gershenfeld. Este centro de cruce de disciplinas, en términos generales busca la intersección de la información con su representación física.

Del original NSF propuesta:

El Centro para Bits y Átomos es una iniciativa interdisciplinaria ambiciosa que apunta hacia el fin de la Revolución digital preguntándose cómo puede personificarse y abstraerse la descripción funcional de un sistema hacia una forma física.  Estas simples y profundas preguntas datan desde el inicio de la manufactura moderna, y antes de esto, al origen de las ciencias naturales, pero tienen nuevas implicancias revolucionarias, que dependen del reconocimiento de la universalidad computacional de los sistemas físicos. No podemos continuar permitiéndonos ignorar las capacidades de la naturaleza que han sido descuidadas por la lógica convencional; ya que los más grandes obstáculos de la ciencia a nivel tecnológico, económico y social se encuentran justo en el límite entre el contenido de la información y su representación física. 

Uno de los iniciales proyectos del Centro que ha crecido hasta llegar a ser un meme es el  Fab Lab - un laboratorio modelo the puede ser instalado rápidamente y a bajo costo, para proporcionar capacidades básicas de fabricación y así producir rápidamente prototipos de casi cualquier cosa. La idea era que estos laboratorios podrían ser tan fáciles de crear que podrían ser instalados casi en cualquier parte del mundo y podrían ser autosuficientes y de uso de la comunidad local, para apoyar cualquier proyecto de fabricación ingenieril que se imagine.  
Desde el primer Fab Lab en 2001, una comunidad global de seguidores ha ido creciendo, incluyendo la organización benéfica FabFolk .  Aproximadamente 100 Fab Labs han sido implementados alrededor del mundo, muchos apoyados en algún nivel por parte del CBA.
El Centro para los Bits y Los Átomos no es un departamento que concede grado pero ofrece cursos del  MIT dentro del departamento MAS en el nivel de licenciado.  
- MAS.863 : Cómo para Hacer (Casi) Cualquier cosa
- MAS.961 : Cómo Hacer Algo Que Hace (Casi) Cualquier Cosa
- MAS.864 : La Naturaleza del Modelamiento Matemático
- MAS.862 : La Física de Tecnologías de Información